# Nemertesia indivisa
Nemertesia indivisa is een hydroïdpoliep uit de familie Plumulariidae. De poliep komt uit het geslacht Nemertesia. Nemertesia indivisa werd in 1883 voor het eerst wetenschappelijk beschreven door Allman. 